# Лос, Кристиан фон
Граф (с 1741/42) Кристиан фон Лос (нем. Christian von Loß; 12 декабря 1698 или 12 декабря 1697, Вайсенфельс — 1770, Дрезден) — саксонский государственный деятель и дипломат, андреевский и александровский кавалер (1746).

## Биография
Родился в 1698 году в Вейсенфельсе в богатой дворянской семье. Получил хорошее образование, и, в частности, совершил ознакомительное путешествие по Европе. В 1721 году был введён в состав саксонского придворного совета, в 1728 году пожалован в камергеры. В 1741 году представлял саксонского курфюрста на церемонии избрания императора Священной Римской империи во Франкфурте-на-Майне. Затем занимал различные дипломатические должности.
Сделав успешную карьеру  при дворе курфюрста Саксонии Фридриха Августа II, который был также польским королём (под именем Август III), получил от него графский титул. В 1746 году был удостоен высшего русского орден Андрея Первозванного, в комплекте с которым производилось награждение орденом Александра Невского.
Скончался в 1761 году в Дрездене